# Grupo de Trabalho Internacional para Assuntos Indígenas
O Grupo de Trabalho Internacional para Assuntos Indígenas (em inglês:  International Work Group for Indigenous Affairs; IWGIA) é uma organização internacional independente e sem fins lucrativos, centrada nos direitos humanos, cuja carta central é endossar e promover os direitos coletivos dos povos indígenas no mundo. Fundada em 1968, foi registada como uma organização sem fins lucrativos na Dinamarca, cujo secretariado situa-se em Copenhaga. O trabalho da organização é financiada principalmente pelos Ministérios Nórdicos dos Negócios Estrangeiros e pela União Europeia.
A organização detém o estatuto consultivo no Conselho Económico e Social das Nações Unidas e possui o estatuto de observador no Conselho Ártico e na Comissão Africana dos Direitos Humanos e dos Povos.